# Tanypterichthys
Tanypterichthys è un genere estinto di pesci ossei appartenente agli paleonisciformi, noto esclusivamente per la specie Tanypterichthys pridensis. Questo pesce visse durante il Carbonifero inferiore (Mississippiano superiore, equivalente al Namuriano A), e i suoi resti sono stati rinvenuti in Virginia Occidentale, negli Stati Uniti,

## Descrizione
Tanypterichthys era un paleonisciforme di taglia eccezionalmente grande per il suo gruppo, con una lunghezza stimata attorno ai 50 cm. Il corpo aveva forma romboidale e profilo profondo, caratterizzato da una morfologia compressa lateralmente e da un'espansione marcata della regione toracica. Le pinne pettorali erano particolarmente grandi e allungate, mentre le scaglie presentavano un'articolata ornamentazione superficiale, che ha contribuito a distinguerlo da altri generi simili.

## Classificazione
Tanypterichthys pridensis venne descritto per la prima volta nel 1986 sulla base di resti fossili rinvenuti in Virginia Occidentale, negli Stati Uniti, all'interno della Formazione Bluestone, più precisamente nel Membro Pride Shale.
Il genere è stato assegnato ai Paleonisciformes, un gruppo parafiletico di attinotterigi arcaici diffusi nel Paleozoico e nel Mesozoico. Tuttavia, a causa dell’insieme di tratti morfologici unici osservati nell’esemplare tipo, la collocazione familiare di Tanypterichthys rimane incerta (incertae sedis).

## Paleoecologia
Il fossile tipo di Tanypterichthys pridensis è stato rinvenuto immediatamente sopra uno strato basale di detriti che rappresenta un evento trasgressivo marino, in associazione con cefalopodi (goniatiti), frammenti di piante terrestri e resti di alberi. Questo contesto indica un ambiente deposizionale marino costiero o marginale, probabilmente deltizio.
La morfologia funzionale del pesce, combinata con il contesto sedimentario, suggerisce che Tanypterichthys potesse vivere in acque calme lungo i tratti costieri di fiumi, estuari salmastri o lagune, dove colonie di alghe simili a kelp e piante acquatiche formavano dense distese vegetali sommerse. Questo habitat avrebbe fornito rifugio e opportunità alimentari in un ecosistema ricco e complesso, successivo alla trasgressione marina.

## Etimologia
Il nome generico Tanypterichthys deriva dai termini greci "tany-" (τανύ, "lungo"), "pteri" (πτερύγιον, "pinna") e -"chthys" (ἰχθύς, "pesce"), in riferimento alle sue grandi pinne pettorali. L’epiteto specifico pridensis si riferisce al Membro Pride Shale della Formazione Bluestone, da cui proviene l’olotipo.